# 안동혁 (축구 선수)
안동혁(安東赫, 1988년 11월 11일 ~ )은 대한민국의 프로 축구 선수로, 포지션은 미드필더이다. 측면 지역을 전부 커버할 수 있으며, 수비형 미드필더로도 플레이가 가능하다 알려져 있다.

## 클럽 경력
안동혁은 2011 K리그 드래프트를 통해 광주에 입단하였다. 2011년 3월 5일 K리그 2011 시즌 개막전 대구와의 경기에서 데뷔전을 치렀다.
2014년 안동혁은 광주 FC를 떠나 실업 축구 리그인 내셔널리그의 천안시청 축구단으로 이적하였다. 안동혁은 천안에서 리그와 FA컵을 합쳐 총 27경기에 출전하였다.
2015 시즌을 앞두고 안동혁은 FC 안양과 프로 계약을 맺으며, 다시 프로 무대로 복귀하였다. 4월 11일 우석대학교와의 FA컵 3라운드 경기에서 전반 36분경 득점에 성공하며, 안양에서의 첫 골을 기록하였다. 안동혁은 안양에서 23경기에 출전하며, 자신의 입지를 굳혀 나갔으나 시즌 말 31라운드 강원 FC와의 경기에서 큰 부상을 당해 팀을 잠시 떠나게 되었다. 2016년에는 무적 생활을 전전하며, 재활에 전념하였다. 2017 시즌을 앞두고 안양과 다시 계약을 맺으며 복귀하게 되었다.
2018년 1월 7일 K리그 챌린지 서울 이랜드 FC로 자유계약으로 이적하였다. 4월 22일 아산 무궁화와의 홈 경기에서 우측 풀백으로 선발 출장하면서, 서울 이랜드에서의 데뷔 무대를 가졌다. 4월 29일 안산 그리너스 FC를 상대로한 홈 경기에서 서울 이랜드에서의 첫 선발 무대를 가졌으며, 이 때는 우측 윙포워드에 위치하였다. 8월 4일 22라운드 부천 FC 1995와의 원정 경기에서 선발 출전하였으며, 후반 5분 경 이현성의 슈팅이 나아가 부천 골키퍼 최철원이 쳐낸 것을 안동혁이 마무리 지으며 팀의 결승골이자, 서울 이랜드에서의 첫 골을 기록하였다.

## 통계
2018년 9월 15일 기준
| 구단 경력   | 구단 경력          | 구단 경력          | 리그               | 리그               | 리그               | FA컵               | FA컵               | FA컵               | 총합               | 총합               | 총합               |
| 시즌        | 소속               | 디비전             | 출장               | 득점               | 도움               | 출장               | 득점               | 도움               | 출장               | 득점               | 도움               |
| ----------- | ------------------ | ------------------ | ------------------ | ------------------ | ------------------ | ------------------ | ------------------ | ------------------ | ------------------ | ------------------ | ------------------ |
| 2011        | 광주 FC            | 1부                | 23                 | 0                  | 1                  | 1                  | 0                  | 0                  | 24                 | 0                  | 1                  |
| 2012        | 광주 FC            | 1부                | 28                 | 1                  | 2                  | 0                  | 0                  | 0                  | 28                 | 1                  | 2                  |
| 2013        | 광주 FC            | 2부                | 20                 | 1                  | 1                  | 1                  | 0                  | 0                  | 21                 | 1                  | 1                  |
| 2014        | 천안시청           | 3부                | 24                 | 1                  | 0                  | 3                  | 0                  | 0                  | 27                 | 1                  | 0                  |
| 2015        | FC 안양            | 2부                | 24                 | 0                  | 2                  | 2                  | 1                  | 0                  | 26                 | 1                  | 2                  |
| 2016        | 커리어 중단 (부상) | 커리어 중단 (부상) | 커리어 중단 (부상) | 커리어 중단 (부상) | 커리어 중단 (부상) | 커리어 중단 (부상) | 커리어 중단 (부상) | 커리어 중단 (부상) | 커리어 중단 (부상) | 커리어 중단 (부상) | 커리어 중단 (부상) |
| 2017        | FC 안양            | 2부                | 6                  | 0                  | 0                  | 1                  | 0                  | 0                  | 7                  | 0                  | 0                  |
| 2018        | 서울 이랜드        | 2부                | 9                  | 1                  | 0                  | 0                  | 0                  | 0                  | 9                  | 1                  | 0                  |
| 커리어 통산 | 커리어 통산        | 커리어 통산        | 134                | 4                  | 6                  | 7                  | 1                  | 0                  | 141                | 5                  | 6                  |